# Кішкенекольський сільський округ
Кішкенеко́льський сільський округ (каз. Кішкенекөл ауылдық округі, рос. Кишкенекольский сельский округ) — адміністративна одиниця у складі Уаліхановського району Північноказахстанської області Казахстану. Адміністративний центр та єдиний населений пункт — село Кішкенеколь.
Населення — 6675 осіб (2021; 6814 у 2009, 7990 у 1999, 10444 у 1989).
Станом на 1989 рік існувала Кзилтуська селищна рада (смт Кзилту), з 1993 року — Кзилтуська селищна адміністрація (селище Кзилту), з 1997 року — Кішкенекольський сільський округ (село Кішкенеколь).